# Ивьевский сельсовет
Ивьевский сельсовет (бел. Іўеўскі сельсавет) — административная единица на территории Ивьевского района Гродненской области Белоруссии. Административный центр — город Ивье (не входит в состав).

## История
18 апреля 2017 года в состав сельсовета вошла территория упразднённого Моринского сельсовета с 12 населёнными пунктами.

## Состав
Ивьевский сельсовет включает 49 населённых пунктов:
- Березовцы — деревня.
- Большие Сонтаки — деревня.
- Бурдуки — деревня.
- Гановщина — деревня.
- Галеновка — деревня.
- Галеново — деревня.
- Гончары — деревня.
- Гурщизна — деревня.
- Дайлиды — агрогородок[2].
- Дешевичи — деревня.
- Дробыши — деревня.
- Дуды — деревня.
- Дунай — деревня.
- Дындылишки — деревня.
- Дямонты — деревня.
- Едковичи — деревня.
- Залейки — деревня.
- Збойск — деревня.
- Зубковичи — деревня.
- Кавкели — деревня.
- Карповичи — деревня.
- Красовщина — деревня.
- Кривичи — деревня.
- Луговая — деревня.
- Лукашино — деревня.
- Людмилин — хутор.
- Малые Сонтаки — деревня.
- Морино — агрогородок.
- Мостки — деревня.
- Муравщизна — хутор.
- Новосёлки — деревня.
- Павловичи — деревня.
- Петровичи — деревня.
- Позеняты — деревня.
- Рембоковщина — деревня.
- Родевичи — деревня.
- Русаки — деревня.
- Савгути — деревня.
- Сеньковичи — деревня.
- Старченяты — деревня.
- Стоневичи — деревня.
- Стриженяты — деревня.
- Судроги — деревня.
- Тивновичи — деревня.
- Уртишки — деревня.
- Хованщина — хутор.
- Шептуны — деревня.
- Ясловичи — деревня.
- Ятолтовичи — деревня.

## Производственная сфера
- СПК «Дайлиды»
- СПК «Агро-Липнишки»

## Социальная сфера
Образование — УПК ДС-БШ.
Медицина — 2 ФАПа.
Культура — СДК, сельская библиотека, библиотека-клуб.

## Памятные места
Воинские захоронения: д. Красовщина, д. Петровичи, могила сожженных мирных жителей д. Ятолтовичи, мемориал на месте массового уничтожения жителей в урочище Стоневичи.

## Достопримечательности
Каплицы в д. Уртишки и д. Ятолтовичи